# Viewpoint Snøhetta

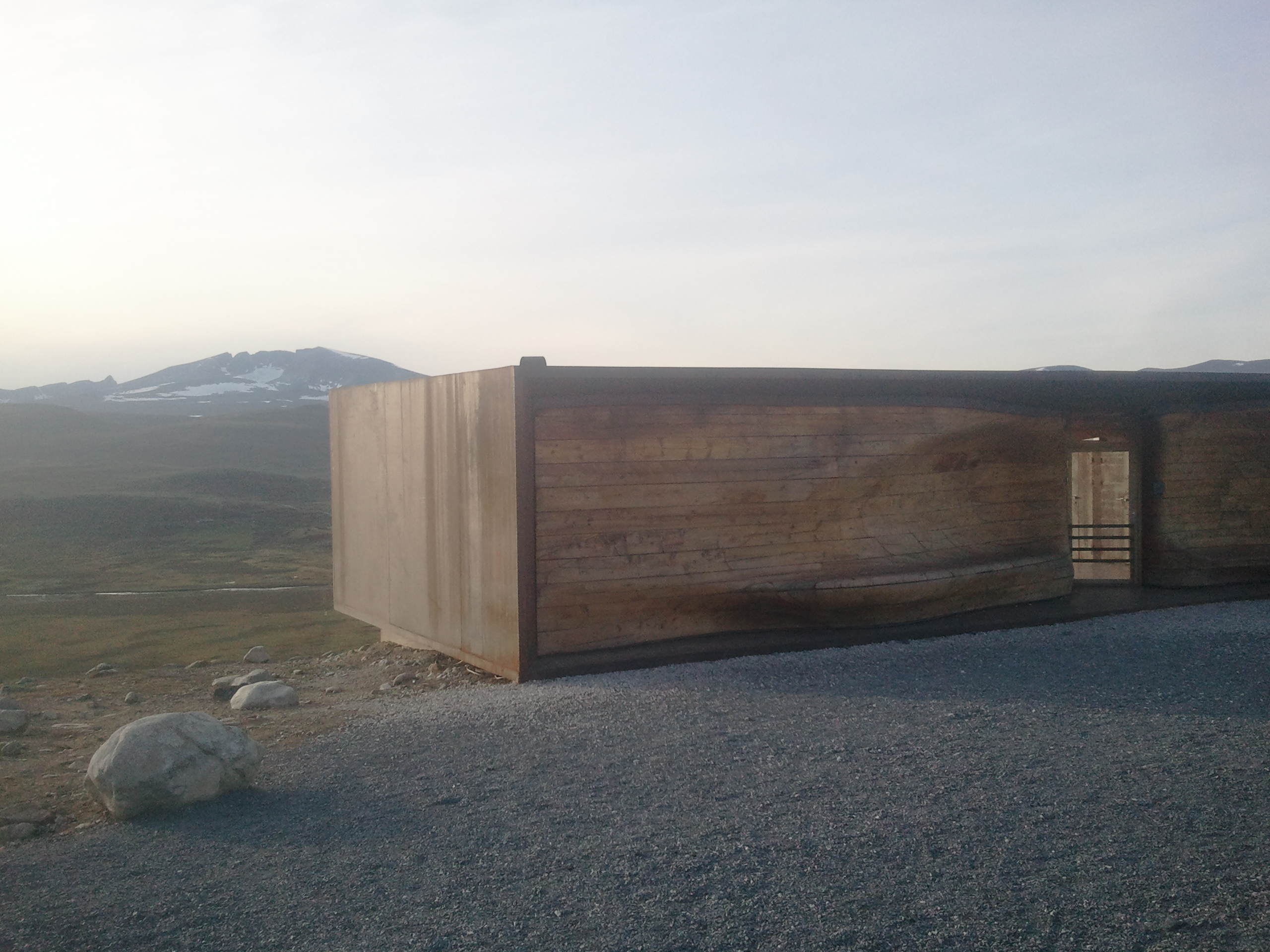
Viewpoint Snøhetta, mot Snøhetta

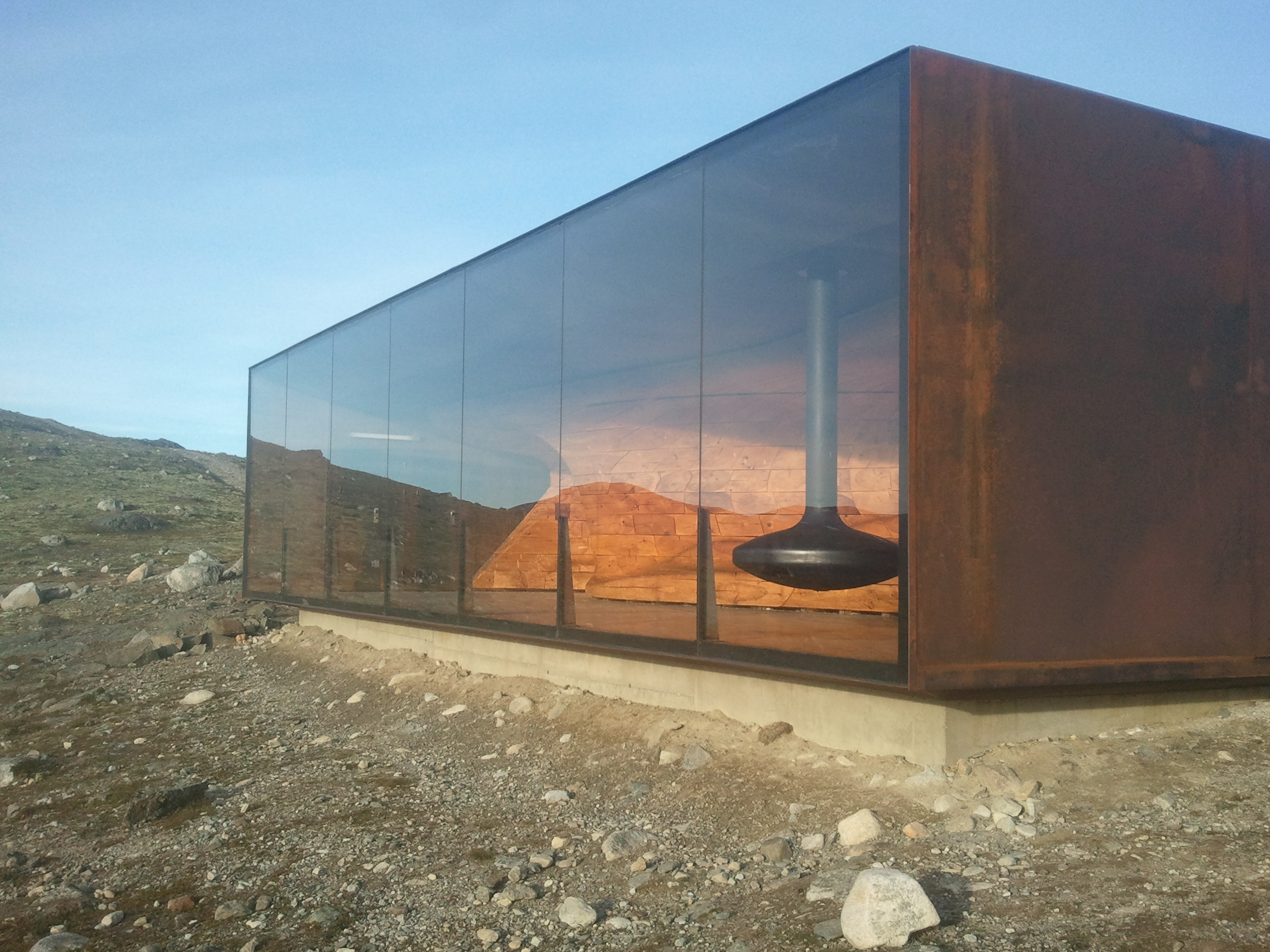
Väggen mot norr

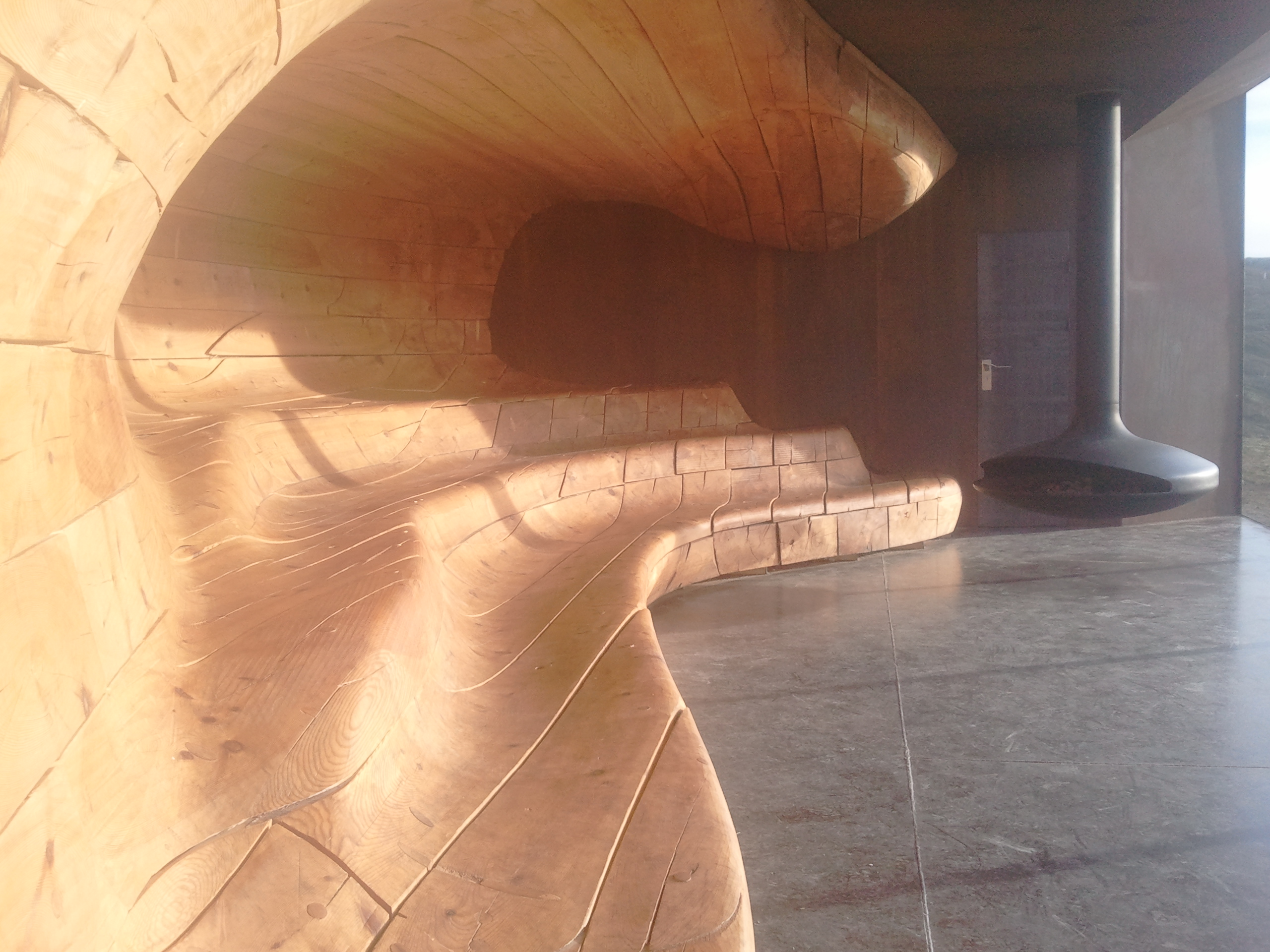
Väggen mot söder

Viewpoint Snøhetta är en utsiktspaviljong nära Hjerkinn på Tverrfjellet i Dovre kommun i Norge.
Viewpoint Snøhetta har ritats av arkitektkontoret Snøhetta och invigdes i juni 2011. Det ligger på 1 220 meters höjd över havet och består av en låda i stål med en glasvägg mot Snøhettamassivet i norr och en böljande vägg i massivt trä i söder. Paviljongen är på 90 kvadratmeter och har sittplats för omkring 35 personer. 